# Cardamine prorepens
Cardamine prorepens är en korsblommig växtart som beskrevs av Fisch.. Cardamine prorepens ingår i släktet bräsmor, och familjen korsblommiga växter.

## Underarter
Arten delas in i följande underarter:
- C. p. prorepens
- C. p. roseiflora